# إلياس فركوح
إلياس فركوح (1948 - 15 يوليو 2020) كاتب و‌مترجم و‌ناشر أردني ولد في عمّان عام 1948، حاصل على درجة البكالوريوس في الفلسفة و‌علم النفس من جامعة بيروت العربية. عمل في الصحافة الثقافية قبل أن يؤسّس دار أزمنة للنشر ويكون المدير العام لها. صدرت له مجموعة من المؤلفات منها روايات و‌قصص قصيرة، من رواياته أرض اليمبوس، والتي ترشحت للقائمة القصيرة ضمن الجائزة العالمية للرواية العربية في دورتها الأولى عام 2008. توفي بتاريخ 15 يوليو 2020 وهو قد ناهز الـ72 عامًا إثر إصابته بنوبة قلبية حادة.

## جوائز
حاز فركوح على جائزة أفضل مجموعة قصصية من رابطة الكتاب الأردنيين عام 1982 عن مجموعته: إحدى وعشرون طلقة للنبي،  وفاز بجائزة الدولة التشجيعية عام 1990 عن روايته: قامات الزبد،  كما نال جائزة الدولة التقديرية عام 1997 في فرع الآداب. كما حاز على مجمل مجموعاته تلك «جائزة محمود سيف الدين الإيراني للقصّة القصيرة».

## مؤلفاته
لفركوح عدة مؤلفات في الابداع السردي والترجمة، ومن مؤلفاته:

### في القصة:[13]
- الصفعة بغداد، وزارة الثقافة، 1978.
- طيور عمان تحلق منخفضة، بيروت: المؤسسة العربية للدراسات والنشر، 1981.
- إحدى وعشرون طلقة للنبي، بيروت: المؤسسة العربية للدراسات والنشر، 1982.[14]
- من يحرث البحر، عمان: دار منارات، 1986.[15]
- أسرار ساعة الرمل، بيروت: المؤسسة العربية للدراسات والنشر، 1991. وط 2: 2010 [16]
- الملائكة في العراء، عمان: دار أزمنة، 1997.
- شتاء تحت السقف (مختارات) أمانة عمان الكبرى، 2002.
- من رأيت كان أنا (مجلد المجموعات الست) دار أزمنة، عمان، المؤسسة العربية، بيروت 2002.[17]
- حقول الظلال، دار أزمنة، عمان، 2002 [18]

### في الرواية
- قامات الزبد - 1987 [19]
- أعمدة الغبار - 1996 [20]
- أرض اليمبوس - 2008 [21]

### في الدراسة والمقالة
- ميراث الأخير - 2002 (نصوص) [22]
- بيان الوعي المستريب: من جدل السياسي-الثقافي - 2004 [23]
- الكتابة عند التخوم: الذات الراوية هي الرواية - تقديم أمجد ناصر - 2010 [24]

## وفاته
توفي فركوح في 15 يوليو 2020 عن عمر ناهز 72 عاما، وذلك إثر إصابته بنوبة قلبية حادة.